# Feltre
Feltre (localmente pronunciato Fèltre /ˈfɛltre/, nel resto d'Italia più diffuso Féltre /ˈfeltre/) è un comune italiano di 20 623 abitanti della provincia di Belluno in Veneto. È il centro principale del Feltrino.

## Geografia fisica

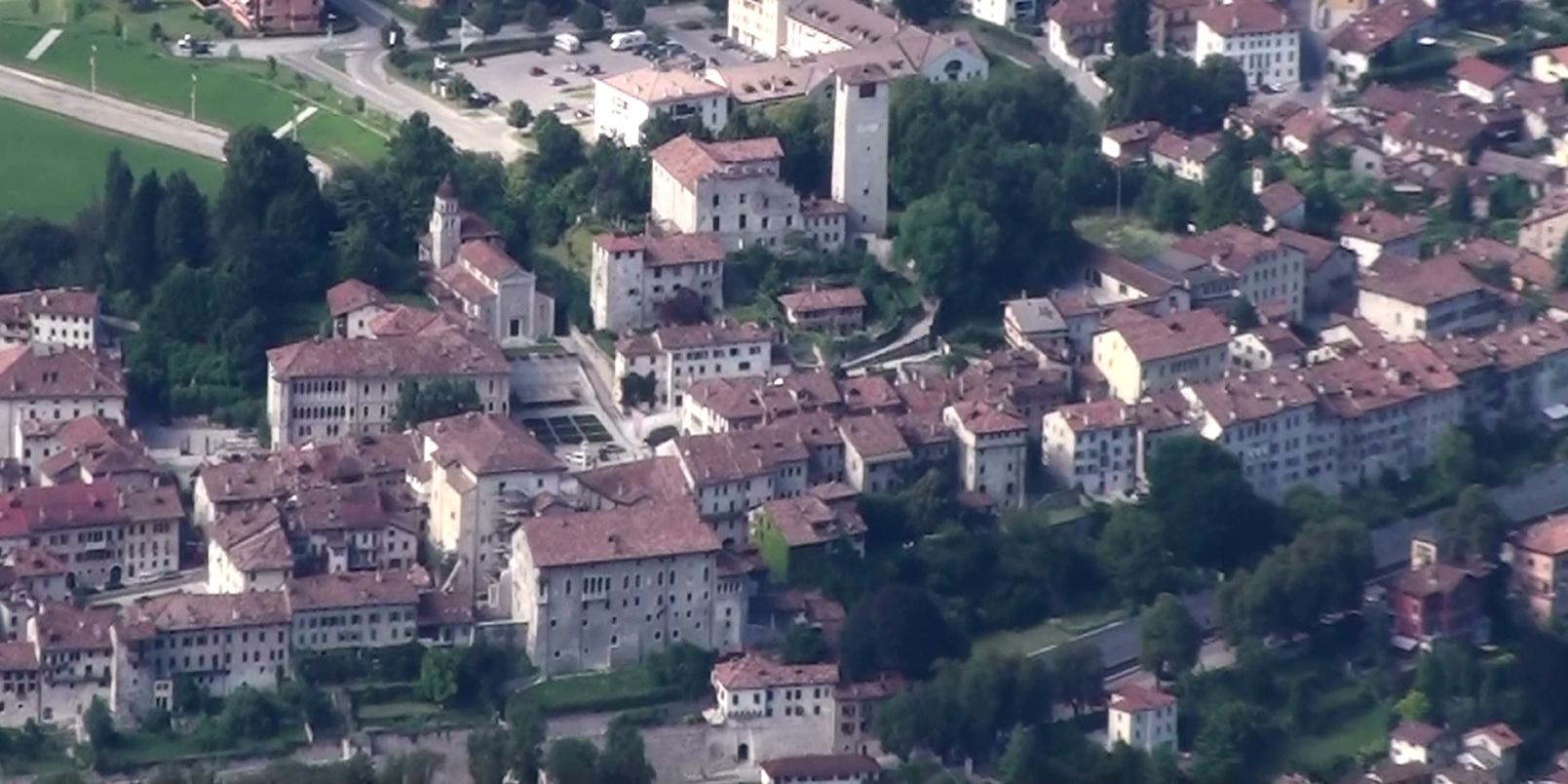
La città di Feltre vista dal Monte Tomatico.

### La città

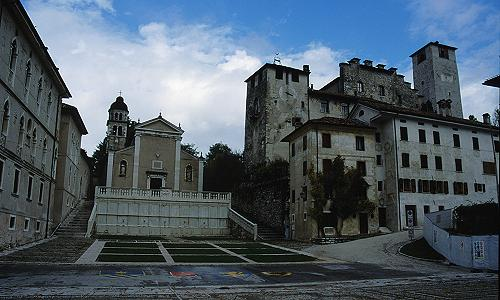
Panorama di Piazza Maggiore: a sinistra la Chiesa dei Santi Rocco e Sebastiano e, a ridosso, le Fontane Lombardesche; a destra il Castello di Alboino

Centro principale del territorio feltrino è la città di Feltre (325 m), situata ad occidente del fiume Piave e alle pendici delle Dolomiti e, più in particolare, delle Vette Feltrine, chiusa a sud dal Monte Tomatico che domina imponente la porzione occidentale della Valbelluna. Attorno all'insediamento storico più antico della città, aggrappato sulle pendici di un colle (denominato "Colle delle Capre"), si sviluppano i quartieri più moderni.
La città di Feltre dista circa 30 km dal capoluogo Belluno in direzione ovest.

## Storia

### Le origini e l'età romana
Secondo Plinio il Vecchio (Naturalis Historia, III,130), l'antica Feltria fu fondata dai Reti (oppido retico) con le città di Trento e di Verona. Discusso il toponimo: taluni lo avvicinano alla lingua etrusca (Felthuri, cioè città di Fel) osservando un'assonanza con Velhatre (Velletri).
Gradualmente romanizzata, Feltria divenne municipium optimo jure e in età imperiale conobbe un notevole sviluppo economico ed urbanistico. Fondamentale la vicinanza all'importante Via Claudia Augusta, strada che da Altino, sulla laguna Veneta, portava, attraverso Trento e il Brennero, fino ad Augusta Vindelicum (l'attuale Augusta, in Baviera).
Con il tempo la città divenne importante sede di associazioni di fabri (artigiani), di centonari (addetti al riciclaggio di vesti usate e scarti di lavorazione della lana, le centones sono identificabili con l'attuale feltro che dal nome della città ebbe origine) e di dendrophori (boscaioli, artigiani, mercanti e trasportatori di legname).
Nel tardo impero la diffusione del cristianesimo permise la fondazione della diocesi feltrina con una prima cattedrale. Si fa tradizionalmente risalire a san Prosdocimo di Padova l'evangelizzazione della zona.

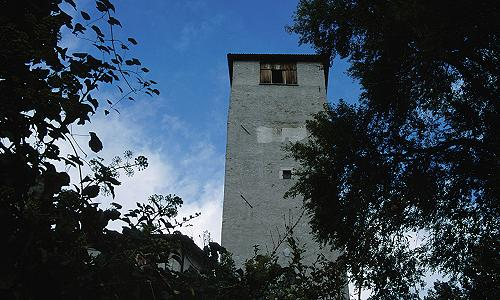
La torre del castello di Alboino, detta "del Campanon"

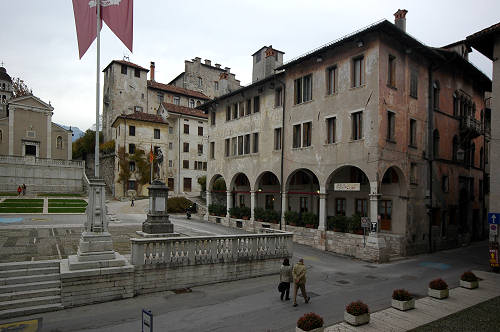
Piazza Maggiore

### Il Medioevo
La crisi e la fine dell'Impero romano d'Occidente, con le invasioni degli Unni e dei Goti, fecero decadere la città. Durante il dominio dei Longobardi Feltre fu aggregata al ducato di Ceneda. Di quel periodo restano tracce nella denominazione del maniero che sovrasta la città, detto castello di Alboino, e nel toponimo della frazione di Farra (dal germanico Fara, accampamento).
La città fu in seguito dei Franchi di Carlo Magno, che le restituirono un ruolo di centralità territoriale e di autonomia; quindi passò al successore di Carlo, Berengario re d'Italia.
Da questo periodo e sino al XIV secolo si affermò sempre più il potere episcopale, in modo particolare da quando, con la dinastia ottoniana, i vescovi furono elevati al rango di conti. A Feltre il vescovo era a capo di un comitatus (una contea) piuttosto esteso e comprendente, oltre al Feltrino attuale (esclusi alcuni centri posti a sud, ricadenti nella pieve di Quero, a sua volta compresa nella contea dei Collalto), anche le valli del Primiero, del Tesino e della Valsugana sino a Pergine.
Durante il XIII e il XIV secolo Feltre fu coinvolta nelle tragiche vicende legate alla signoria dei da Romano (con il noto Ezzelino III), finendo infine sotto il potere dei da Camino. A questi seguirono i Carraresi, dal 1315 al 1337, gli Scaligeri di Verona, i duchi di Carinzia, l'imperatore Carlo IV di Lussemburgo, re Luigi I d'Ungheria, Leopoldo III d'Asburgo (che allo stesso tempo ricopriva la carica di marchese di Treviso), di nuovo i Carraresi e infine i Visconti di Milano. 
Fu proprio in questo periodo (1373 o 1378) che il paese diede i natali al noto insegnante umanista Vittorino da Feltre, al secolo Vittorio de' Rambaldoni, che tuttavia visse prevalentemente a Venezia e Mantova.

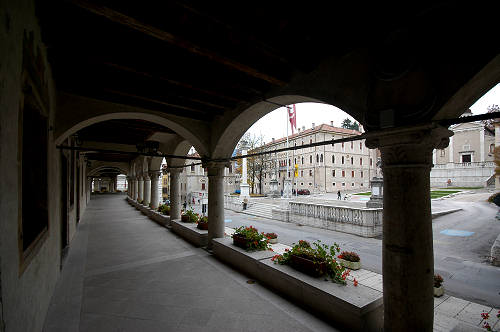
I Palazzetti Cingolani

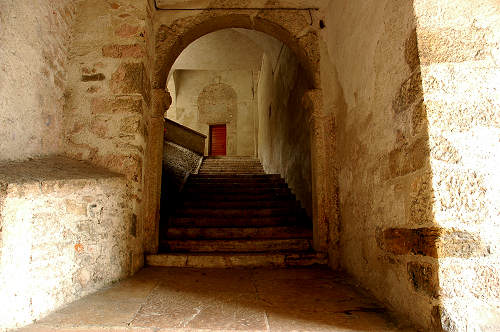
Le scalette vecchie

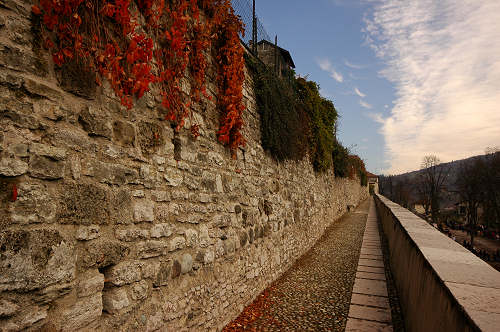
Nel tratto compreso tra le cosiddette scalette vecchie e nuove, sopra la cinta muraria qui edificata alla fine del Quattrocento, corre l'antico sentiero della Sentinella

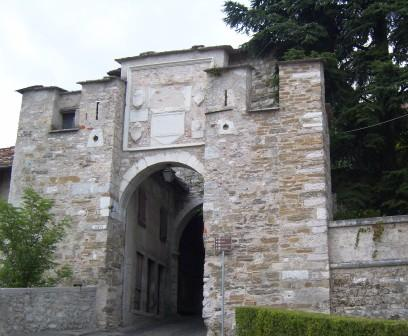
Porta Oria, una delle porte di accesso alla città vecchia

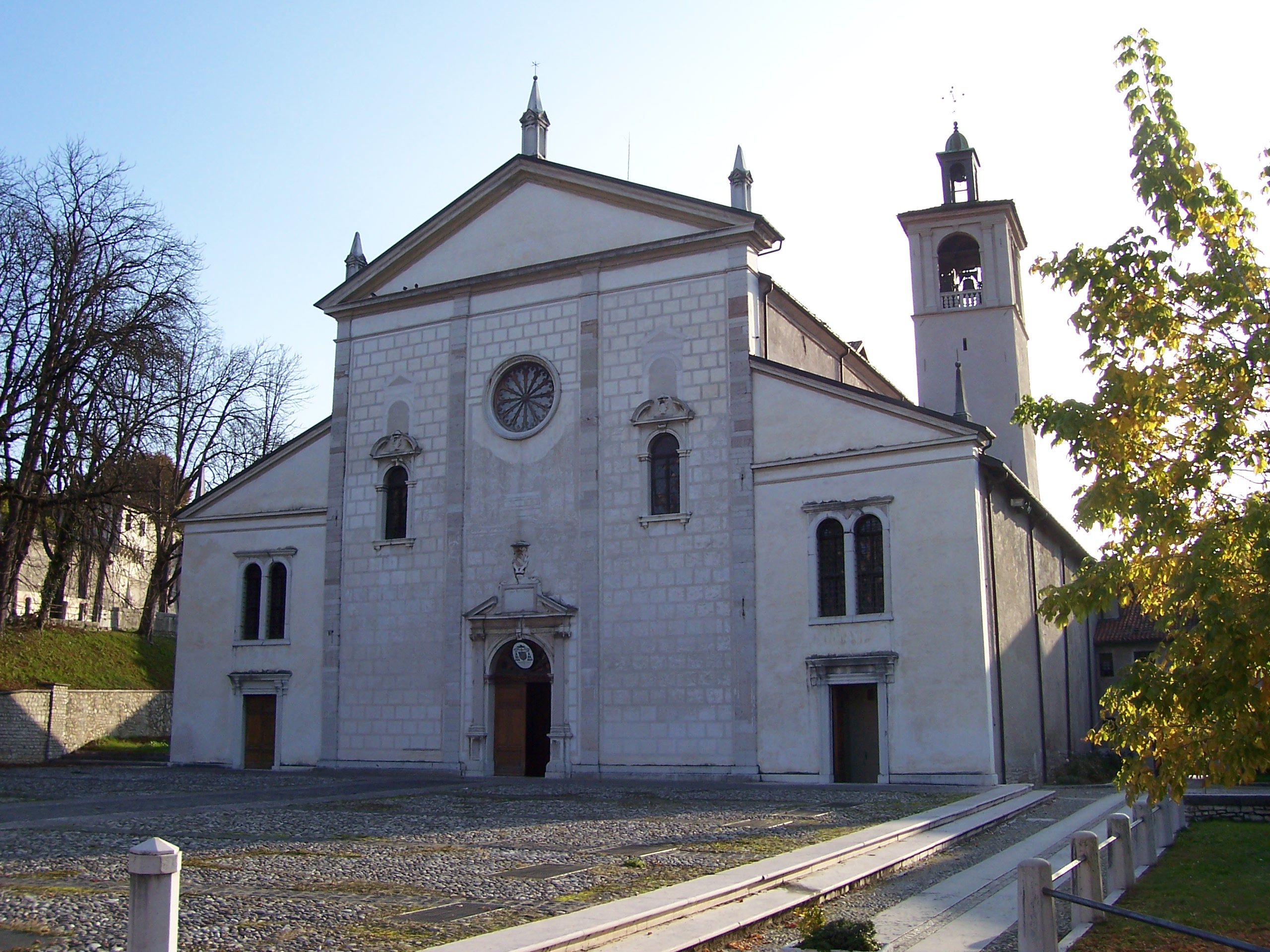
Il duomo di Feltre, cattedrale di San Pietro Apostolo

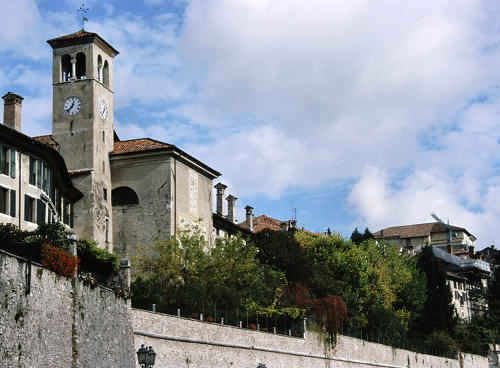
La chiesa di San Giacomo Maggiore

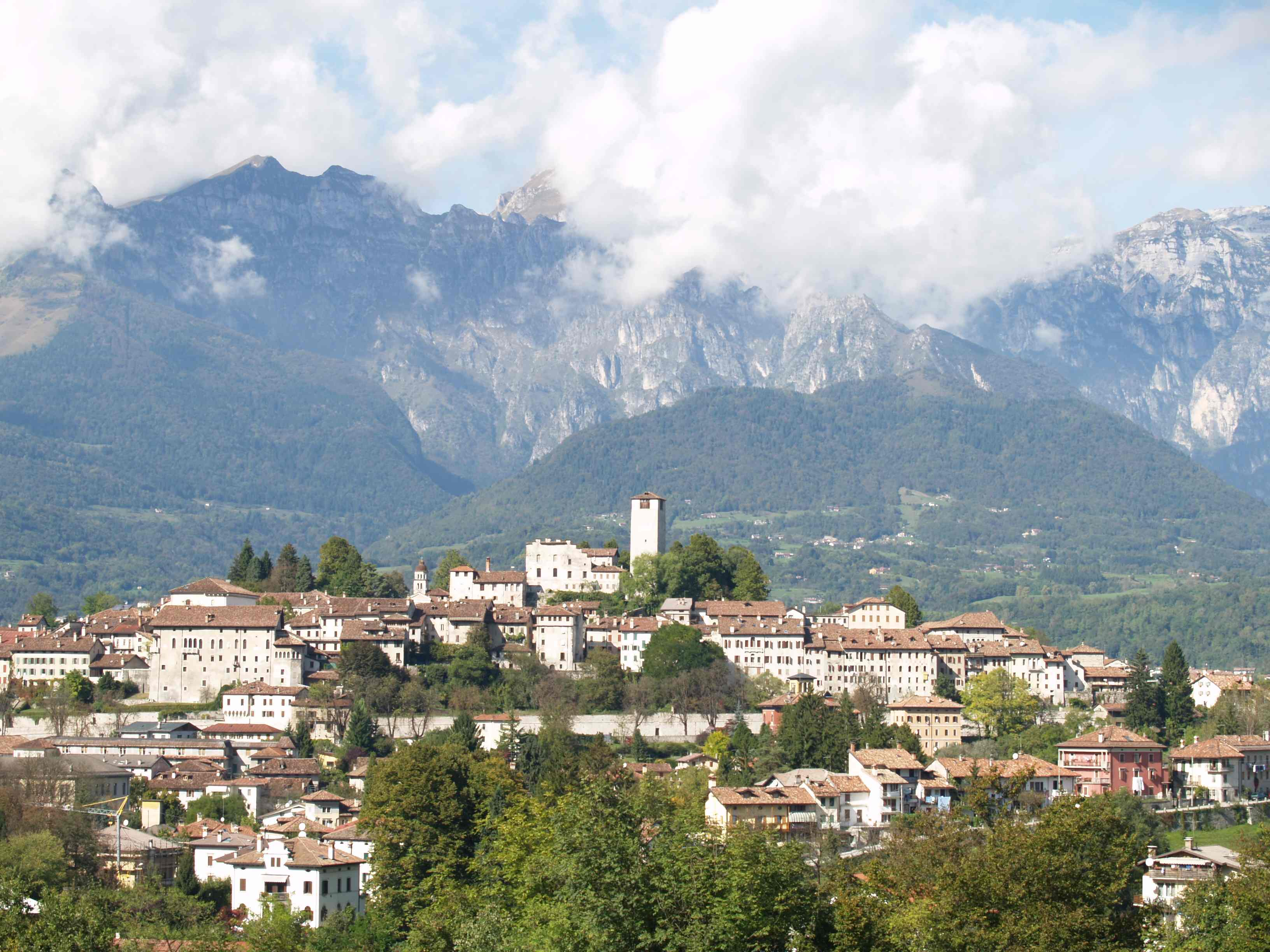
Veduta panoramica

### La Serenissima
Nel 1404, alla morte del duca di Milano Gian Galeazzo Visconti, Feltre, non potendosi più difendere da sola dalle mire dei Carraresi, preferì seguire l'esempio di Vicenza e sottomettersi al dominio della Repubblica di Venezia (fatto tuttora ricordato con il palio locale). L'età veneziana assicurò ai feltrini uno stato di pace e di prosperità, salvo alcune sporadiche dominazioni, come quella dei Conti di Gorizia (1414-1420). Nel 1509, nel corso della guerra cambraica, la città di Feltre, con il benestare della Serenissima, si donò all'imperatore Massimiliano I d'Asburgo che, a capo della Lega di Cambrai, era sceso in Italia per combattere contro Venezia. Girolamo Lusa, nobile feltrino, il 18 giugno consegnò davanti a Porta Imperiale le chiavi della città al duca Erich Von Braunschweig, in rappresentanza della propria casata, e poco dopo, il 1º luglio, Massimiliano I entrò, ricevuto dalla cittadinanza in festa; le celebrazioni proseguirono per altri due giorni. Successivamente la città fu riconquistata dai Veneziani e fu quasi interamente distrutta, con particolare accanimento sulla popolazione locale, da parte delle truppe asburgiche nel corso delle ostilità. Al termine del conflitto, dopo quello che è ancor oggi ricordato come "l'eccidio di Feltre" da parte degli Austriaci, la ricostruzione trasformò Feltre in un unicum architettonico ed urbanistico, ben delineato dai canoni estetici e culturali del Rinascimento.
Dal Seicento si ebbe però un evidente decadimento della città. La crisi veneziana si riverberò anche sulla plaga feltrina e le produzioni locali di lane grezze, di legno e di ferro entrarono in una fase critica, con un conseguente malessere economico. Rimase un'agricoltura povera e insufficiente a sostenere il reddito generale del territorio.
Nel 1729 Feltre ebbe Carlo Goldoni impiegato come coadiutore della Cancelleria carceraria. Goldoni era allora ancora ben lontano dall'essere il celeberrimo maestro e riformatore del teatro, ma si mostrava con tutta evidenza già interessato alla scena e agli attori, tanto che, nel 1730 al Teatro de la Sena di Feltre andarono in scena alcuni suoi lavori teatrali (Il buon padre e La cantatrice).

### L'Ottocento
Nel 1797, anno della caduta della Repubblica di Venezia, il Feltrino fu invaso dai francesi di Napoleone e amministrato dalla fazione democratica; risale a quegli anni la scalpellatura delle lapidi venete, i cui testi, resi illeggibili, si vedono ancora sulle facciate delle case patrizie nella città vecchia. Caduta nell'orbita austriaca nel 1798, in seguito al trattato di Campoformio, Feltre entrò a far parte del Regno d'Italia con capitale Milano. Dopo il Congresso di Vienna, nonostante la tendenza a ristabilire secondo il principio della legittimità dinastica lo status quo ante Napoleone, non fu ricostituita la disciolta Repubblica di Venezia e Feltre entrò invece a far parte del Regno Lombardo-Veneto, soggetto all'Impero austriaco. A questo periodo risale lo stemma cittadino, in seguito modificato, derivante da una concessione imperiale del 1854 dell'imperatore Francesco Giuseppe, disegnato dall'imperatore e donato alla città in occasione del matrimonio con Elisabetta di Baviera, alla cui cerimonia fu invitato anche il vescovo della città Vincenzo Scarpa, nominato predicatore di corte per la casa d'Austria. L'amministrazione austriaca fu attenta a rispettare per quanto era possibile il carattere socio-amministrativo feltrino, decentrando le competenze. L'Austria promosse i lavori pubblici e incentivò la costruzione di nuovi edifici, spesso progettati dall'architetto Giuseppe Segusini. Accanto agli interventi edilizi suddetti, si proposero interventi di riqualificazione della città. Nel 1861 si segnala la donazione da parte dell'imperatore Francesco Giuseppe di un pregiato organo creato dalla bottega di Giovanni Battista De Lorenzi e regalato alla basilica santuario dei Santi Vittore e Corona. Feltre rimase parte dell'Impero d'Austria fino al 1866, anno della sua annessione al Regno d'Italia e del cosiddetto plebiscito del Veneto del 1866.

### Il Novecento
Nel 1911 Carlo I d'Austria, nipote di Francesco Giuseppe, e la moglie Zita di Borbone durante il proprio viaggio di nozze decisero di visitare Feltre e, in omaggio alla sposa, fu posta una targa commemorativa sulle mura cinquecentesche (l'attuale via Campogiorgio) con l'iscrizione "Zita promenade".
Il 9 luglio 1916 vi arrivò una sezione della 46ª Squadriglia, che vi restò fino alla fine dell'anno, dal maggio 1917 una sezione della 113ª Squadriglia, che rimase fino al mese di agosto, ed all'inizio di giugno una sezione della 48ª Squadriglia, che vi rimase per quasi due mesi.
Gli austriaci tornarono a Feltre durante la Grande Guerra dopo la battaglia di Caporetto (9 novembre 1917); in quell'occasione anche Carlo I visitò la città e stabilì il quartier generale delle forze austro-tedesche nel palazzo Guarnieri a partire dal 13 novembre. Le truppe austriache rimasero a Feltre sino alla fine del conflitto anche con l'aviazione austriaca (con le Flik 2D, Flik 8D, Flik 14D, Flik 16K, Flik 39P) e la città fu sede della Flik 60J di Frank Linke-Crawford, l'asso austroungarico soprannominato il «Falco di Feltre».
Il 19 luglio 1943, in piena seconda guerra mondiale, avvenne l'incontro di Feltre tra Benito Mussolini ed Adolf Hitler. L'incontro si tenne in verità a Villa Pagani Gaggia, presso San Fermo di Belluno, a diversi chilometri dalla città, ma i due dittatori fecero la loro apparizione al balcone - oggi smantellato - dell'allora esistente Caffè Grande prospiciente largo Castaldi. Fu l'ultimo atto di Mussolini quale capo del governo del Regno, che cadrà pochi giorni dopo, il 25 luglio. La cittadina fu occupata dai tedeschi quattro giorni dopo l'armistizio: Feltre venne assediata e, insieme alla provincia di Belluno, annessa all'Alpenvorland sotto il comando del Terzo Reich.
Nei primi anni della seconda guerra mondiale, tra il 1940 e il 1943, erano internati a Feltre una ventina di profughi ebrei. Con l'occupazione tedesca, il gruppo si disperse in cerca di salvezza, dirigendosi in prevalenza al Sud verso i territori liberati. Riuscirono quasi tutti a salvarsi (vivendo in clandestinità in varie località fino alla Liberazione), con l'eccezione di Ugo Deutsch (che era morto a Feltre per cause naturali il 6 luglio 1943) e di Giacomo Carlo Kass, deportato ad Auschwitz.
Il territorio feltrino fu un'importante zona operativa delle formazioni partigiane, organizzate nel Battaglione "Zancanaro" della brigata garibaldina Antonio Gramsci.
Molti feltrini pagarono con la propria vita la loro attività antifascista. Nella "Notte di Santa Marina" del 19 giugno 1944 furono uccisi il colonnello Angelo Giuseppe Zancanaro, il figlio Luciano, Pietro Vedrami, Roberto Colonna e Oldino De Paoli e duramente malmenati presso il Seminario don Giulio Gaio e don Candido Fent. L'attività partigiana nel Feltrino è ben espressa dalle parole di un ufficiale delle SS: "Feltre è la città che più ci dà da fare di tutta la Provincia, dove l'opposizione all'autorità, e l'attività partigiana, sono più salde e decise".
Nel 1986 la diocesi di Feltre, nonostante gli accorati appelli del mondo laico e di quello religioso, fu unita alla diocesi di Belluno nella nuova circoscrizione ecclesiastica di Belluno-Feltre.

### Simboli
Lo stemma risale almeno al XIV-XV secolo ed è stato ufficialmente riconosciuto con decreto del Capo del Governo del 25 ottobre 1928.
Stemma
Gonfalone

### Onorificenze
Il 2 marzo 1952 la città di Feltre è stata insignita della medaglia d'argento al valor militare per i sacrifici delle sue popolazioni e per la sua attività nella lotta partigiana durante la seconda guerra mondiale.

## Monumenti e luoghi d'interesse

### Architetture religiose

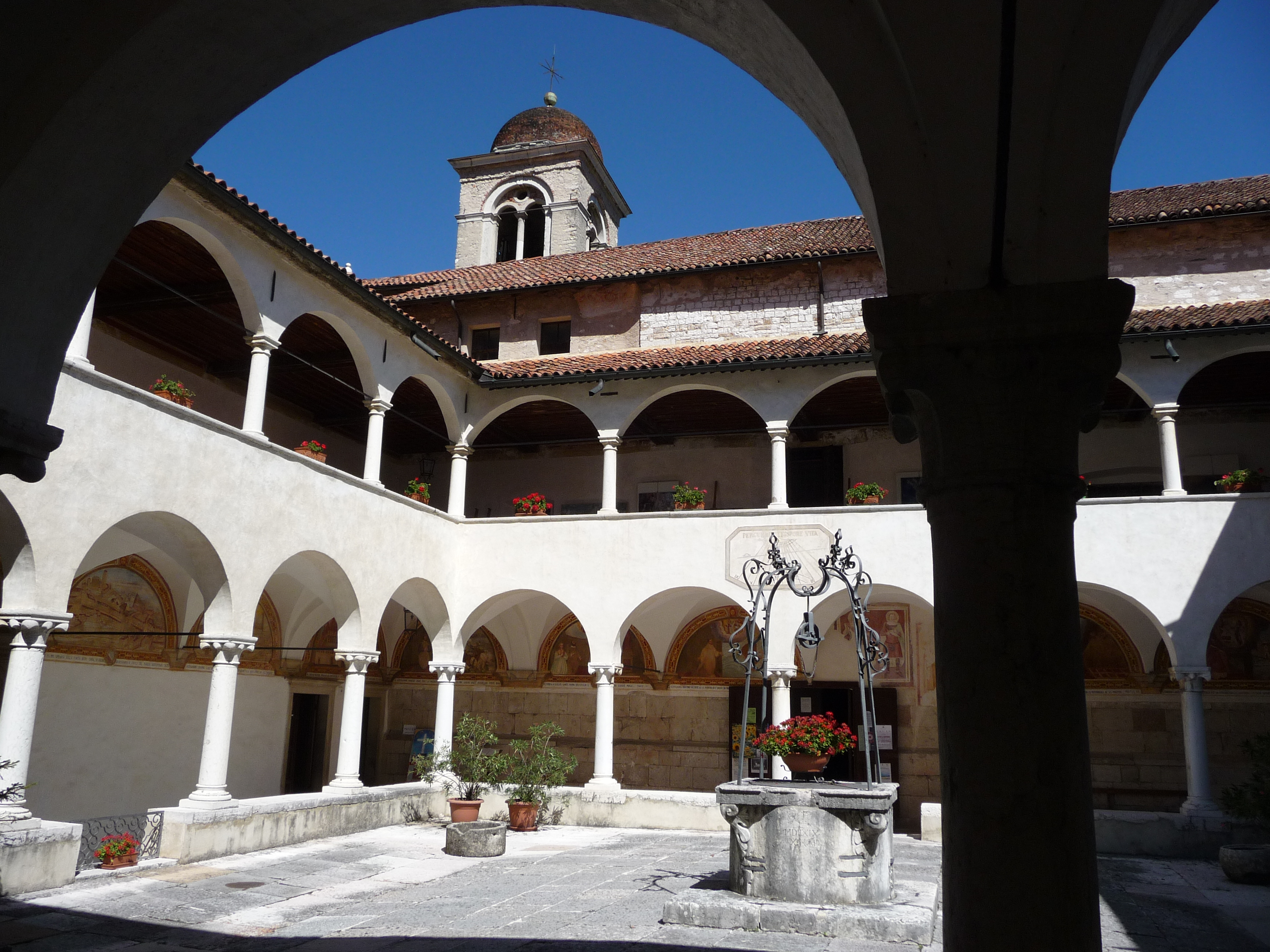
Basilica santuario dei Santi Vittore e Corona

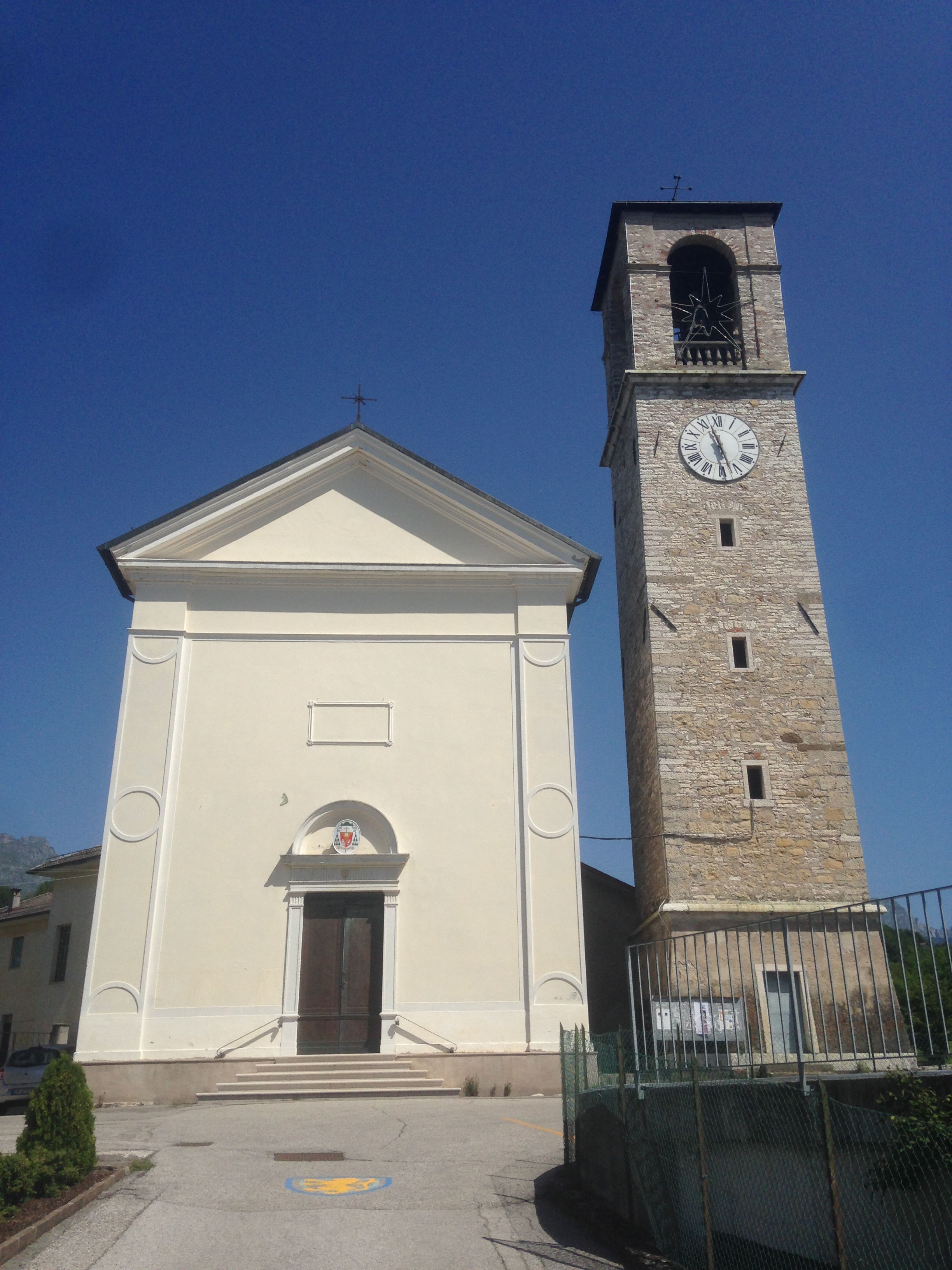
Chiesa di Sant'Agata

- Concattedrale di San Pietro Apostolo (monumento nazionale)[13]
- Basilica santuario dei Santi Vittore e Corona (monumento nazionale)
- Vescovado Vecchio (sede del Museo Diocesano d'Arte Sacra)
- Vescovado Nuovo
- Curia vescovile
- Battistero
- Oratorio dell'Annunziata
- Chiesa di Santa Maria degli Angeli
- Chiesa di Santa Maria di Loreto
- Chiesa di Ognissanti
- Chiesa della Santissima Trinità
- Chiesa dei santi Rocco e Sebastiano
- Chiesa di San Giacomo Maggiore
- Chiesa di San Giovanni Nepomuceno
- Chiesa di San Luigi Gonzaga
- Chiesa di Sant'Orsola
- Chiesa di San Paolo
- Chiesa di Sant'Agata
- Seminario Vecchio
- Seminario Nuovo

### Architetture civili

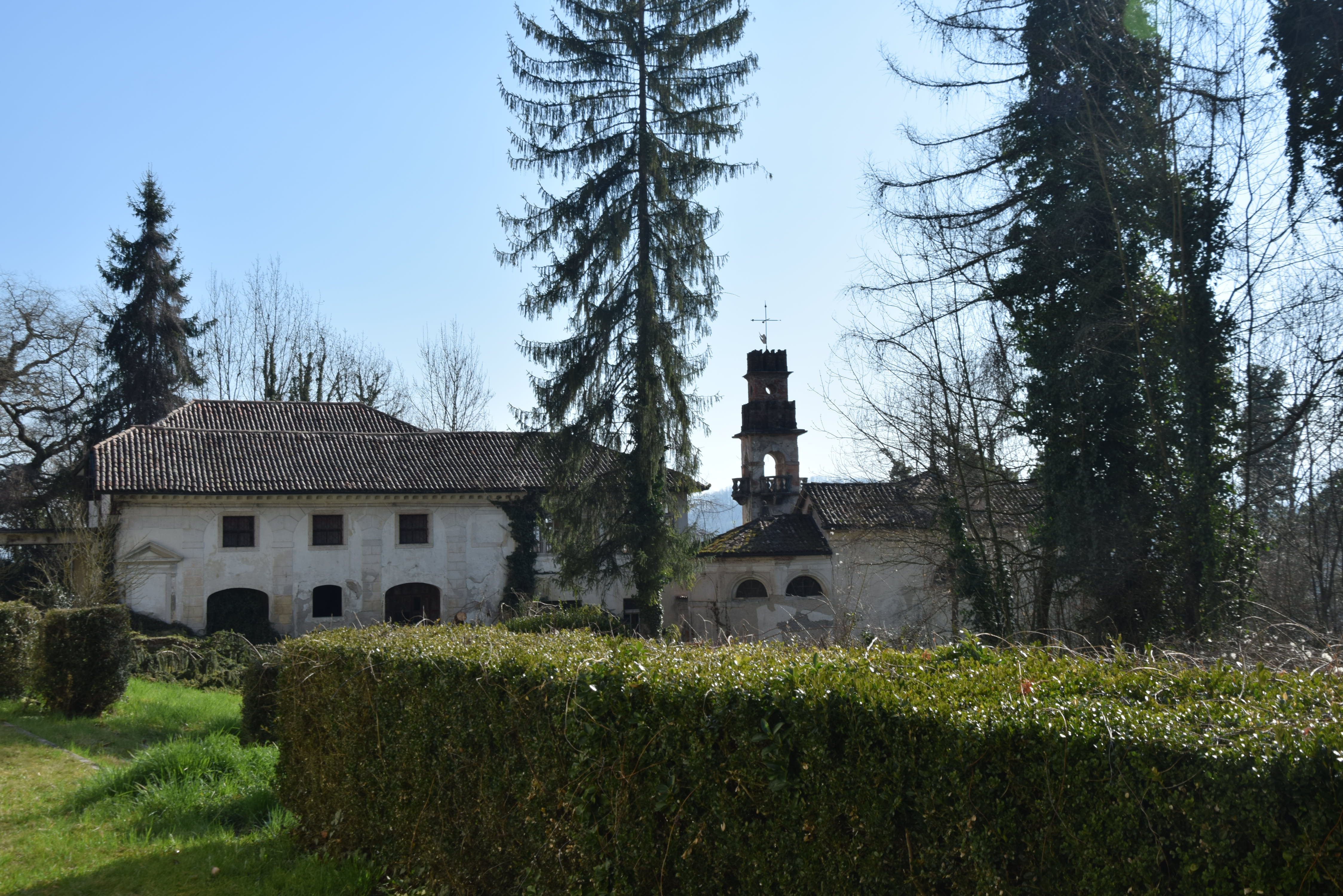
Villa Bellati

- Palazzo della Ragione (sede del Comune)
- Palazzo Pretorio (sede di uffici comunali)
- Palazzetti Cingolani (sede di attività artigianali e di uffici comunali)
- Palazzo Cumano (sede della Galleria d'Arte Moderna "Carlo Rizzarda")
- Palazzo Villabruna (sede del Museo Civico)
- Palazzo Guarnieri (sede di un ristorante e di abitazioni private, parzialmente in disuso)
- Palazzo Tomitano (già Monte di Pietà)
- Palazzo De' Mezzan
- Palazzo Zugni
- Palazzo Cantoni
- Palazzo Muffoni
- Palazzo Borgasio
- Palazzo Banchieri
- Palazzo Berton
- Palazzo Crico Tauro
- Palazzo Villabruna Bellati
- Palazzo Aldovini Mezzanotte
- Palazzo Zucco Zasio
- Palazzo Facen Orum Dall'Armi
- Palazzo Norcen Dal Covolo
- Casa Altin Salce
- Casa Avogadro Tauro
- Villa Zugni Tauro De' Mezzan, a Grum
- Villa Bellati, a Vignui (in disuso)
- Villa Carenzoni Dal Covolo, sul Telva (in disuso)
- Teatro de la Sena
- Fontane Lombardesche

### Architetture militari
- Castello di Alboino
- Porta Imperiale
- Porta Oria
- Porta Pusterla
- Caserma Zannettelli (già sede del 7º Reggimento alpini, ora in disuso)
- Castel Lusa, ad Arson

## Società

### Evoluzione demografica
Abitanti censiti

### Etnie e minoranze straniere
Al 31 dicembre 2023 gli stranieri residenti nel comune erano 2 027, ovvero il 9,89% della popolazione. Di seguito sono riportati i gruppi più consistenti:
- Romania, 314
- Macedonia del Nord, 300
- Marocco, 274
- Ucraina, 220
- Albania, 186
- Cina, 109
- Moldavia, 72
- Bangladesh 54
- Pakistan, 44
- India, 41

### Tradizioni e folclore

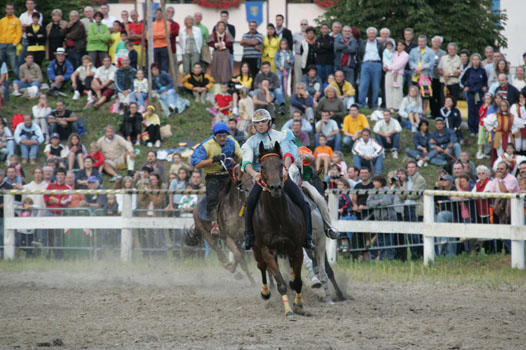
La corsa dei cavalli durante il Palio di Feltre

Dal 1980 si svolge nel comune il Palio di Feltre, detto anche Palio dei Quindici Ducati, una manifestazione che ricorda l'entrata della città di Feltre nella Repubblica di Venezia. La rievocazione medievale celebra l'arrivo del duca di Milano Giangaleazzo Visconti nel 1388, dopo i conflitti legati alla signoria dei da Carrara.
Nella manifestazione si sfidano i quattro quartieri cittadini: Castello, Duomo, Santo Stefano e Port'Oria. Le sfide sono la staffetta, il tiro con l'arco, il tiro alla fune e la corsa dei cavalli. L'evento fu incluso nella lotteria nazionale nel 1996.

## Cultura

### Istruzione
In città sono presenti numerose scuole, dall'asilo nido all'università.
Per quanto riguarda l'università, è presente una sede distaccata dell'Università degli Studi di Padova, con i seguenti corsi:
- Laurea triennale in tecniche della prevenzione nell'ambiente e nei luoghi di lavoro[18]
- Laurea triennale in infermieristica[19]
- Master di primo livello in prevenzione ed emergenza in territorio montano e d'alta quota[20]

### Biblioteche
- Polo bibliotecario feltrino Panfilo Castaldi. Dispone di un patrimonio di oltre 120.000 volumi provenienti dalla Biblioteca civica e 18.800 dalla Biblioteca dell'Unione montana Feltrina[21], tutti nella parte corrente a scaffale aperto[22].
- Centro Internazionale del Libro Parlato (Cilp) A. Sernagiotto. È un'organizzazione che aiuta coloro che hanno problemi visivi, o per i quali la lettura in modo tradizionale non è possibile, mediante la realizzazione di libri parlati registrati con voce umana. A inizio dicembre 2023 il Centro aveva in catalogo circa 16.500 titoli disponibili[23].

### Musei
- Galleria d'arte moderna Carlo Rizzarda
- Museo civico
- Museo diocesano
- Area archeologica di piazza Duomo
- Centro astronomico[24]

### Manifestazioni
La città è rappresentata annualmente durante le Feste Vigiliane nella Disfida dei Ciusi e Gobj in un confronto con la città di Trento.

## Infrastrutture e trasporti

### Strade
La città è raggiunta dalla strada regionale SS348 "Feltrina", che parte da Treviso, ed è attraversata dalla SS50 del Grappa e del Passo Rolle.

### Ferrovie
La città è servita dall'omonima stazione lungo la ferrovia Belluno-Feltre-Treviso.

## Amministrazione
| Periodo          | Periodo         | Primo cittadino           | Partito                    | Carica                  | Note   |
| ---------------- | --------------- | ------------------------- | -------------------------- | ----------------------- | ------ |
| 1946             | 1957            | Giuseppe Riva             | Democrazia Cristiana       | Sindaco                 | [ 25 ] |
| 1957             | 1958            | Orlando Taita             | Democrazia Cristiana       | Sindaco                 |        |
| 1958             | 1958            | ?                         | -                          | Commissario prefettizio |        |
| 1958             | 1959            | Paolo Licini              | PSDI                       | Sindaco                 |        |
| 1959             | 1960            | Pietro Slongo             | PSDI                       | Sindaco                 |        |
| 1960             | 1962            | Aristide Francescon       | lista civica               | Sindaco                 |        |
| 1962             | 1967            | Ugo Luca                  | Democrazia Cristiana       | Sindaco                 |        |
| 1967             | 1969            | Felice Dal Sasso          | Democrazia Cristiana       | Sindaco                 |        |
| 1969             | 1973            | Sisto Belli               | Democrazia Cristiana       | Sindaco                 |        |
| 1973             | 1975            | Felice Dal Sasso          | Democrazia Cristiana       | Sindaco                 |        |
| 1975             | 1976            | Giacomo Giovanni Perenzin | Democrazia Cristiana       | Sindaco                 |        |
| 1976             | 1978            | Giorgio Granzotto         | Partito Comunista Italiano | Sindaco                 |        |
| 1978             | 1983            | Artemio Dalla Valle       | Democrazia Cristiana       | Sindaco                 |        |
| 1983             | 1984            | Leandro Fusaro            | Democrazia Cristiana       | Sindaco                 |        |
| 1984             | 1984            | ?                         | -                          | Commissario prefettizio |        |
| 22 agosto 1984   | 27 maggio 1989  | Leandro Fusaro            | Democrazia Cristiana       | Sindaco                 | [ 26 ] |
| 30 agosto 1989   | 2 gennaio 1992  | Gianpaolo Sasso           | Democrazia Cristiana       | Sindaco                 | [ 27 ] |
| 24 febbraio 1992 | 17 maggio 1993  | Sergio Turra              | Democrazia Cristiana       | Sindaco                 | [ 28 ] |
| 19 luglio 1993   | 7 dicembre 1993 | Giuseppe Sacchi           | -                          | Commissario prefettizio |        |
| 7 dicembre 1993  | 11 giugno 2002  | Gianvittore Vaccari       | Lega Nord                  | Sindaco                 | [ 29 ] |
| 11 giugno 2002   | 29 maggio 2007  | Alberto Brambilla         | centro-sinistra            | Sindaco                 | [ 30 ] |
| 29 maggio 2007   | 7 maggio 2012   | Gianvittore Vaccari       | Lega Nord - centro-destra  | Sindaco                 | [ 31 ] |
| 7 maggio 2012    | 27 giugno 2022  | Paolo Perenzin            | centro-sinistra            | Sindaco                 | [ 32 ] |
| 27 giugno 2022   | in carica       | Viviana Fusaro            | centro-destra              | Sindaco                 | [ 33 ] |

### Gemellaggi
La città è gemellata con:
- Bagnols-sur-Cèze, dal 1961
- Braunfels, dal 1999
- Eeklo, dal 2001
- Newbury, dal 2003
- Kiskunfélegyháza, dal 2005
- Dudelange, dal 2008
- Colonia del Sacramento, dal 2010
- Carcaixent, dal 2013

## Sport

### Società sportive
- Hockey Club Feltreghiaccio, squadra di hockey su ghiaccio.
- Pallavolo Feltre, squadra di pallavolo.
- Squadra di calcio cittadina era l'Union Feltre, fusasi nel 2021 con Belluno e Union S. Giorgio Sedico per dar luogo alla Dolomiti Bellunesi.
- Nuovo Basket Feltre, squadra di basket.
- A.S.D. Rugby Feltre, squadra di rugby.

### Eventi sportivi

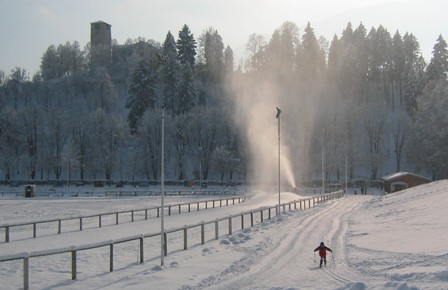
Pista di sci di fondo a Pra' del Moro

- Pista di sci di fondo a Pra' del MoroIl 26 maggio 2000 la 12ª tappa del Giro d'Italia si è conclusa a Feltre con la vittoria di Enrico Cassani.
- Il 25 maggio 2011 la 17ª tappa del Giro d'Italia è partita da Feltre.
- La Federazione Internazionale di Bocce ha decretato l'Italia nella veste di Feltre organizzatrice dei Mondiali Senior edizione 2011. Per l'occasione sono state allestite 16 corsie di gioco nel Palaghiaccio[34].
- Il 1º giugno 2019 la 20ª tappa del Giro d'Italia è partita da Feltre.

### Impianti sportivi
- Palaghiaccio[35], impianto in grado di accogliere quasi 5000 spettatori.
- Stadio Comunale di calcio "Libero Zugni Tauro"; dotato di una pista di atletica che lo circoscrive.
- Pra' del Moro, area verde con pista sabbiosa ad anello dove annualmente si disputa la gara equestre del Palio di Feltre. Vi si svolgono anche gare di corsa a piedi e trail di mountain bike. Nel periodo invernale viene allestita con neve artificiale una pista di sci di fondo aperta al pubblico con tracciato di circa 800 metri.